# Eugene Rhuggenaath
Eugene Philip Rhuggenaath (Curaçao, 4 februari 1970) is een Curaçaos politicus. Hij was premier van Curaçao van 29 mei 2017 tot 14 juni 2021. Daarvoor was hij in het kabinet-Koeiman minister van Economische Ontwikkeling namens de partij Partido Alternativa Real (PAR). In het kabinet-Whiteman II vervulde hij dezelfde functie als opvolger van Stanley Palm.

## Biografie
Rhuggenaath studeerde Business Administration aan de University of Miami en later aan de Rotterdam School of Management. 
Tussen 2003 en 2009 was Rhuggenaath politiek actief namens PAR in de tijd dat Curaçao nog deel uitmaakte van de Nederlandse Antillen. Hij was lid van de Eilandsraad van Curaçao in deze periode. Tussen juni 2004 en juli 2005 en later tussen maart 2006 tot december 2006 was hij gedeputeerde van Financiën. Van juni 2007 tot augustus 2009 was hij gedeputeerde van Economische Ontwikkeling en Toerisme. In 2009 kwam hij in conflict met zijn partij PAR en trad hij af als gedeputeerde. Ook trok hij zich terug uit de politiek en ging werken bij Citco.
Bij de Statenverkiezingen van 2017 was Rhuggenaath leider van de partij PAR, die de verkiezingen ruim won van de partij van Gerrit Schotte. Rhuggenaath kreeg van gouverneur Lucille George-Wout een formatie-opdracht, en op 11 mei werd een regeerakkoord gesloten tussen PAR, MAN en PIN. Op 23 mei 2017 is bekend geworden dat hij de nieuwe premier zou worden van Curaçao. Sinds 29 mei 2017 geeft hij leiding aan het kabinet-Rhuggenaath. In februari 2019 werd hij gekozen tot voorzitter van de op 17 november 2000 opgerichte vereniging van de landen en gebieden overzee (OCTA).
In augustus 2019 kreeg de PAR en Rhuggenaath kritiek door geen stellingname in te nemen tegen de hoge directie salarissen bij overheids NVs. Rhuggenaath kreeg in oktober 2019 een motie van wantrouwen vanwege financieel wanbeleid. Tijdens de coronapandemie kreeg hij kritiek voor het indienen van een leningsverzoek bij Nederland, zonder eerst de salarissen van de publieke sector te korten.
In 2021 stelde Rhuggenaath zich niet herkiesbaar. Hij verliet de politiek en werd voorzitter Raad van Toezicht van het Pensioenfonds Caribisch Nederland. In november 2023 trad hij aan als bewindvoerder namens het koninkrijk van de Wereldbank in Washington.

## Onderscheidingen
- India: Pravasi Bharatya Samman (2021)[8]

Gerrit Schotte · 
Stanley Betrian · 
Daniel Hodge · 
Ivar Asjes · 
Ben Whiteman · 
Hensley Koeiman · 
Gilmar Pisas ·
Eugene Rhuggenaath ·
Gilmar Pisas